# Planetarium und Sternwarte Kreuzlingen

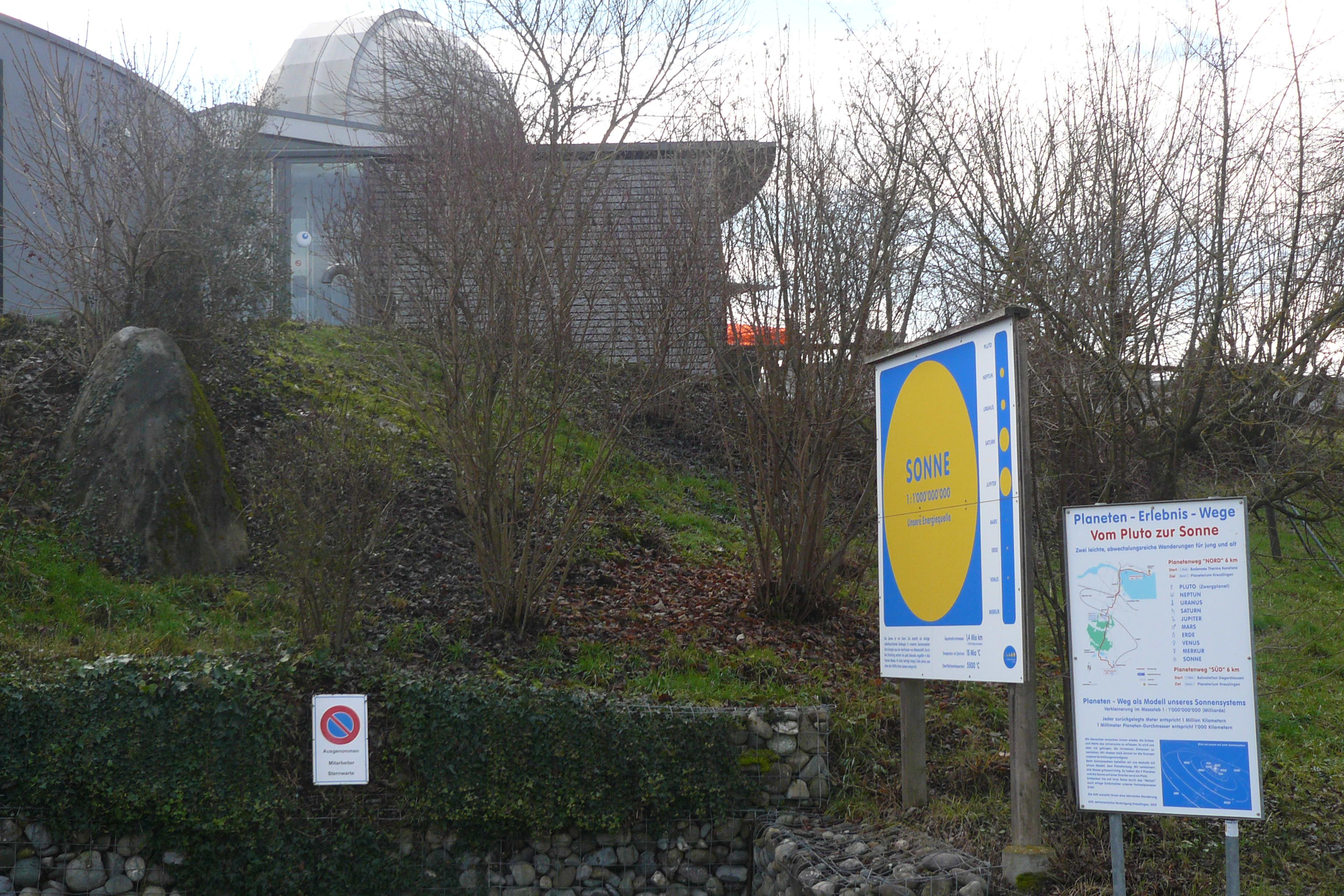
Planetarium und Sternwarte Kreuzlingen mit dem Ende zweier Planetenwege

Unter dem Namen Bodensee Planetarium und Sternwarte betreiben die Stiftung Bodensee Planetarium und Sternwarte und der private Verein Astronomische Vereinigung Kreuzlingen auf dem Seerücken am Stadtrand von Kreuzlingen seit 1976 eine Volkssternwarte und seit 2002 ein öffentlich zugängliches Planetarium.

## Konzept
Die Sternwarte und das Planetarium sollen „astronomisches Wissen und Gedankengut einer breiten Bevölkerungsschicht zugänglich machen“ – so die Deklaration der Betreiber. In der Sternwarte werden zu diesem Zweck Gruppenführungen und wöchentliche, öffentliche Beobachtungsabende angeboten. Das Planetarium hat einen Wochenspielplan mit verschiedenen Programmen.

## Betrieb
Seit April 2011 ist die Sternwarte mit einem 20-Zoll-Cassegrain-Teleskop ausgerüstet. Ergänzt wird dieses Instrument durch einen apochromatischen Refraktor mit 193 mm Öffnung. Neben der Beobachtungskuppel mit diesen fest installierten Instrumenten kann auch eine Dachterrasse mit mobilen Teleskopen benutzt werden.
Im Zentrum der 10 Meter großen Kuppel des Planetariums steht ein ZKP-3 Planetariumsprojektor zur Darstellung des Sternhimmels und der Bewegungen der Sonne, des Mondes und der Planeten. Kombiniert mit zwei Hochleistungs-Videoprojektoren (VELVET der Firma Zeiss) und einer Surround-Soundanlage werden wechselnde Vorführungen für ein breites Publikum angeboten.

## Geschichte
Im Jahre 1961 wurde durch Paul Wetzel die Astronomische Gruppe Kreuzlingen als loser Zusammenschluss von Einzelpersonen gegründet. Wetzel verstand es mit Hilfe seines, für damalige Zeiten sehr großen, 30-cm-Newton-Spiegelteleskops auf beiden Seiten der Grenze Interessenten und Mitglieder für die Astronomische Gruppe zu gewinnen. Zunehmend wurden in Kreuzlingen Vorträge zur Astronomie gehalten, und die Zuhörerschaft und der Mitglieder- und Freundeskreis der Astronomischen Gruppe Kreuzlingen vergrösserte sich kontinuierlich. So entstand im Jahre 1969 die Idee, ein kleines Observatorium in Kreuzlingen zu bauen.
Nachdem die Stadt Kreuzlingen der Astronomischen Gruppe Kreuzlingen am 24. Juni 1969 ein für diesen Zweck geeignetes Gelände im Baurecht zusicherte, wurde 1970 der definitive Entschluss gefasst, mit der Planung einer Sternwarte zu beginnen. Gleichzeitig wurde eine Spendenaktion gestartet, die bis im März 1972 knapp 100'000 Franken zusammenbrachte.
Im Umgang mit den Behörden und angesichts des angewachsenen Vermögens drängte es sich auf, der Astronomischen Gruppe Kreuzlingen Statuten zu geben und diese als Verein nach Schweizer Recht (Art. 60ff. ZGB) zu führen. Am 8. Januar 1972 wurde die heutige Trägerin des Planetariums und der Sternwarte Kreuzlingen unter dem Namen Astronomische Vereinigung Kreuzlingen (AVK) gegründet. Kurz darauf, am 28. Februar 1972, wurde die Stiftungsurkunde der „Stiftung Sternwarte“ von der AVK unterzeichnet und notariell beglaubigt, womit dem Bau nichts mehr im Wege stand. 1976 konnte die Sternwarte Kreuzlingen eingeweiht werden. 2002 wurde die Sternwarte um das Planetarium erweitert.

## Planetenwege
Am Planetarium enden zwei, jeweils sechs Kilometer lange Planetenwege. Der Planetenweg Süd kommt vom Bahnhof Siegershausen, der Planetenweg Nord von der Bodensee-Therme Konstanz. Beide Wege beginnen beim Zwergplaneten Pluto, der bis 2006 noch als vollwertiger Planet galt.